# 스큐스 수
수론에서 스큐스 수(Skewes' number)는 남아프리카 공화국 수학자 Stanley Skewes가 정의한 매우 큰 수로,
{\displaystyle \pi (x)-{\textrm {li}}(x)>0}
를 만족하는 가장 작은 자연수를 말한다.
여기서 {\displaystyle \pi (x)}는 소수 계량 함수, 즉 x 미만의 소수의 개수를 출력하는 함수이며, {\displaystyle {\textrm {li}}(x)}는 로그 적분 함수이다. 이 값의 상한은 지속적인 연구로 계속 줄여졌으며, 현재 1.397162×10316 이하임이 알려져 있다.

## 스큐스 수의 여러 값
스큐스의 스승인 존 이든저 리틀우드는 {\displaystyle x}가 커짐에 따라 {\displaystyle \pi (x)-{\textrm {li}}(x)}의 부호가 무한히 많이 바뀜을 증명하였다. 그러나 모든 수치적 계산으로는 π(x) 가 항상 li(x)보다 작은 것처럼 보인다. 리틀우드는 항상 그렇지는 않으며, π(x) − li(x)가 0을 초과하는 수 x가 있다고 주장했다.
스큐스는 1933년에 리만 가설이 참이라는 가정 하에 그것을 증명했다. 즉,
{\displaystyle e^{e^{e^{79}}}}
이하의 수에서 {\displaystyle \pi (x)}의 값이 {\displaystyle {\textrm {li}}(x)}의 값보다 커지는 순간이 존재한다.
이는 대략
{\displaystyle 10^{10^{8.85*10^{33}}}}
에 근접한다.
또한 스큐스는 1956년에 리만 가설이 참이라는 가정을 쓰지 않고 그 {\displaystyle x} 값이
{\displaystyle 10^{10^{3.3*10^{963}}}}
이하임을 증명하였다. 스큐스의 작업은 리틀우드의 존재성 증명을 효과적으로 개선한 것이었다.